# الکساندر پوپوف (ورزشکار دوگانه)
الکساندر پوپوف (روسی: Александр Владимирович Попов؛ زادهٔ ۲۲ فوریهٔ ۱۹۶۵) ورزشکار دوگانه اهل شوروی است.